# Барон Грейгмайл
Барон Крейгмайл из Крейгмайла в графстве Абердиншир — наследственный титул в системе Пэрства Соединённого королевства. Он был создан 7 мая 1929 года для либерального политика и судьи Томаса Шоу, барона Шоу (1850—1937). 22 февраля 1909 года для него, согласно закону «Об апелляционной юрисдикции» 1876 года, был создан титул пожизненного пэра в качестве барона Шоу из Данфермлина графстве Файф. Он заседал в Палате общин Великобритании от Хоик-Бургса (1892—1909), занимал должности генерального солиситора Шотландии (1894—1895) и лорда-адвоката (1905—1909), а также служил лордом по рассмотрению апелляций в Палате лордов с 1909 по 1919 год.
После его смерти в 1937 году титул пожизненного пэра (барона Шоу) прервался, а титул барона Крейгмайла унаследовал его сын, Александр Шоу, 2-й барон Крейгмайл (1883—1944). Либеральный политик, он заседал в Палате общин Великобритании от Килмарнока-Бургса (1915—1918) и Килмарнока (1918—1923), а также служил высшим шерифом Лондонского графства в 1931—1932 годах.
По состоянию на 2009 год носителем баронского титула являлся внук последнего, Томас Колумба Шоу, 4-й барон Крейгмайл (род. 1960), который стал преемником своего отца в 1998 году.

## Бароны Крейгмайл (1929)
- 1929—1937: Томас Шоу, 1-й барон Крейгмайл (23 мая 1850 — 28 июня 1937), сын Александра Шоу из Данфермлина[1]
- 1937—1944: Александр Шоу, 2-й барон Крейгмайл (28 февраля 1883 — 29 сентября 1944), единственный сын предыдущего[2]
- 1944—1998: Томас Дональд Маккей Шоу, 3-й барон Крейгмайл (17 мая 1923 — 30 апреля 1998), единственный сын предыдущего[3]
- 1998 — настоящее время: Томас Колумба Шоу, 4-й барон Крейгмайл (род. 19 октября 1960), старший сын предыдущего[4]
  - Наследник титула: достопочтенный Александр Фрэнсис Шоу (род. 1 июля 1988), старший сын предыдущего[5].